# Ángeles Villarta Tuñón
Ángeles Villarta Tuñón (Belmonte de Miranda, Asturias; 6 de diciembre de 1913 - Madrid, 7 de noviembre de 2018) fue una escritora española, pionera en el periodismo en España, jefa de prensa de la organización falangista Auxilio Social.

## Biografía

### Infancia y juventud
Hija de Pedro Villarta Encinas, médico, natural de Alameda de la Sagra (Toledo) y de María Tuñón García-Ramírez, oriunda de Belmonte de Miranda, donde se conocieron y casaron. Era la mayor de cinco hermanos: Maruja, Miguel y las gemelas Pilar y Carmen. A los tres años, la familia se trasladó a Lastres.
A los once años, sus padres la enviaron junto con su hermana Maruja a un internado de monjas en Friburgo (Suiza), donde aprendió alemán, francés y algo de italiano. Allí estuvo estudiando hasta  1936. De regreso a España, trabajó en la sección de Prensa y Propaganda del Auxilio Social, organismo creado por Franco para atender a niños afectados por la guerra civil española. Compatibilizó su labor periodística para el Auxilio Social, donde llegó a ser jefa de prensa, con la literatura y la labor editorial. Consiguió los títulos de profesora mercantil y de profesora de Francés.

### Actividad periodística
Fue considerada una mujer pionera por su actividad periodística, por su trabajo a pie de calle, ya fuera bajando a las galerías de la mina en Mieres, o recorriendo Israel o el Polo Norte. Como periodista no se detenía ante nada, y lo mismo recogía basura en la noche madrileña o se internaba voluntariamente en un manicomio para conocer aquellos lugares antes de escribir sobre ellos. Fue, en cierto modo, la fundadora en España de un periodismo de primera línea con calidad literaria.
En las décadas de los años cuarenta y cincuenta, tuvo una sección fija en el semanario Domingo y fue colaboradora fija del diario Madrid y por temporadas colaboró en los diarios madrileños ABC y Ya, donde realizó todo tipo de artículos: entrevistas, crónicas de moda y gastronómicas, reportajes, reseñas literarias... También editó la colección de posguerra La Novela Corta, donde colaboraron destacados autores como: Pío Baroja, Alberto Insúa, Wenceslao Fernández Flórez, Enrique Jardiel Poncela o José María Pemán. En 1952 fundó el semanario humorístico Don Venerando.
Aunque hizo incursiones en el campo poético y en la literatura infantil, a través de la publicación de diversos poemarios y cuentos infantiles, finalmente se decantó por la actividad periodística, en la que escribió en casi todos los géneros y materias. Trabajó dos años en el diario asturiano La Nueva España, donde tenía sección propia "El mundo es grande y terrible". Y también publicó varios artículos en las agencias de noticias Pyresa, Cifra, EFE, Logos desde donde se distribuyó sus colaboraciones a periódicos de toda España.
En la radio, colaboró en un programa de Radio Nacional de España para Hispanoamérica. 
Donó al Ayuntamiento de Belmonte de Miranda, la Casa de las Villarta. Con motivo de su fallecimiento, el ayuntamiento asturiano expresó junto con el pesar por su marcha, su recuerdo "para una mujer comprometida con la cultura que tuvo una vida larga y muy plena”. El funeral se celebró el 8 de noviembre en Lastres en cuyo cementerio fue sepultada.

## Premios y reconocimientos
- Premio Fémina por su novela Una mujer fea (1953). La novela se convirtió en folletín radiofónico.[1]
- Premio Goyanza de la Casa de León, por In septima legion
- Premio Cordimariano de Poesía, por Católica (1955)